# Cóndor Huasi
Cóndor Huasi es una localidad de la provincia argentina de Catamarca, dentro del Departamento Belén.
Se encuentra a 28 km de la ciudad de Belén. Se accede por la Ruta Nacional 40 hasta la localidad de Puerta de San José, para luego girar a la izquierda por camino solidado, unos 17 km más.

## Población
Cuenta con 254 habitantes (Indec, 2010) lo que representa un exiguo incremento del 1,18% frente a los 251 habitantes (Indec, 2001) del censo anterior.

## Sismicidad
La sismicidad de la región de Catamarca es frecuente y de intensidad baja, y un silencio sísmico de terremotos medios a graves cada 30 años en áreas aleatorias. Sus últimas expresiones se produjeron:
- 21 de octubre de 1966 (58 años), a las 12.39 UTC-3 con 5,0 Richter; como en toda localidad sísmica, aún con un silencio sísmico corto, se olvida la historia de otros movimientos sísmicos regionales
- 3 de noviembre de 1973 (51 años), a las 14.17 UTC-3 con 5,8 Richter: además de la gravedad física del fenómeno se unió el olvido de la población a estos eventos recurrentes
- 7 de septiembre de 2004 (20 años), a las 8.53 UTC-3, con una magnitud aproximadamente de 6,5 en la escala de Richter (terremoto de Catamarca de 2004)[1]